# 秋慶鎬
秋 慶鎬（チュ・ギョンホ、韓国語: 추경호、1960年7月29日 - ）は、韓国の政治家、元公務員。2022年5月12日より経済副総理兼企画財政部長官。第20・21・22代国会議員。本貫は秋渓秋氏。

## 経歴
啓聖高等学校、高麗大学校経営学科、オレゴン大学大学院卒。第25期国家高位公務員試験合格後、総務処環境庁、経済企画院、財政経済院、大統領秘書室経済首席秘書官室・政策企画首席秘書官室、財政経済部で公務員、OECD韓国代表部で公使参事官として務めた。1996年に勤政褒章、2005年に紅条勤政勲章を受章。2009年に金融委員会金融政策局長、2010年に大統領室経済金融秘書官・非常経済状況室長、2011年に金融委員会副委員長、2013年に企画財政部第1次官、2014年に国務調整室室長（長官級）を歴任。
2016年の第20代総選挙で初当選、セヌリ党就職特別委員会副委員長、民生経済点検団副団長に就任。2017年に自由韓国党大選企画団政策副本部長、革新委員会経済政策本科委員長、政策委員会副議長、第2政策調整委員会副院長、戦略企画部総長、総選企画団幹事、汝矣島研究院院長を歴任。2021年の第21代総選挙で再選、未来統合党政策委員会副議長、第3政策調整委員長、大統領職引受委員会企画調整分科幹事を歴任。
2022年4月、尹錫悦次期大統領により経済副総理兼企画財政部長官に指名され、同年5月10日に就任。韓悳洙の国務総理就任には野党の共に民主党が多数を占める国会の認証が必要のため、秋が5月20日までの間、総理の権限代行を務めた。
2022年6月28日、韓国経営者総協会との会談で「物価上昇を深刻化させる可能性のあるため、過度な賃金の引き上げを自制してほしい」などと要請した。これに対し、労働組合側は「給料以外は全部上がった」と批判し、最低賃金の大幅な引き上げを要求した。
2023年8月、休暇中に選挙区の達城郡庁を訪問したため、翌年の第22代総選挙で同じ選挙区から出馬する可能性が高いと地元大邱の新聞が報じた。一方、首都圏の激戦区ではなく、保守派の安定選挙区から出馬することになれば、秋が尹錫悦政権の最後までに副首相もしくは首相として残る、いわゆる「政権残留説」の可能性は確実に減るという見方もあった。12月3日、尹錫悦大統領は第22代総選挙を見据えて経済閣僚の入れ替えを実施し、次期企画財政部長官・経済副首相に前大統領室経済首席秘書官の崔相穆を充てる人事案を発表した。2023年12月29日に崔の任命により退任した。
2024年5月9日、国民の力の院内代表に選出された。

## 人物
長官在任中は企画財政部内部での人望が高く、職員からの評判が良い。また、達城郡民の間でも秋の議政活動に対する満足度が約60%の高いレベルである。
朴槿恵政権下で法務部長官や国務総理、大統領権限代行を務めた黄教安の最側近とされ、政治的な傾向は「親朴（槿恵）系」と分類される。